# Geografia del Veneto

Il Veneto per zone altimetriche

Il Veneto è una regione dell'Italia nord-orientale, che confina a est con il Friuli-Venezia Giulia e con il Mar Adriatico (Golfo di Venezia), a nord con l'Austria (Tirolo e Carinzia), a nord-ovest con il Trentino-Alto Adige, a ovest con la Lombardia, a sud con l'Emilia-Romagna.
Con una superficie di 18390 km² costituisce l'ottava regione italiana per superficie e il suo territorio è morfologicamente molto vario, con una prevalenza di pianura (56,5%), ma anche estese zone montuose (29,1%) e, in minor misura, collinari (14,4%). L'unitarietà del territorio veneto può essere individuata nella pianura e nelle montagne che la delimitano a nord, alimentandola con numerosi fiumi che scendono nel mare Adriatico tra la foce del Tagliamento a nord-est e il delta del Po a sud. I confini terrestri vengono individuati da elementi naturali di tipo idrografico, ossia i fiumi Po, Tagliamento e Livenza.

## Generalità

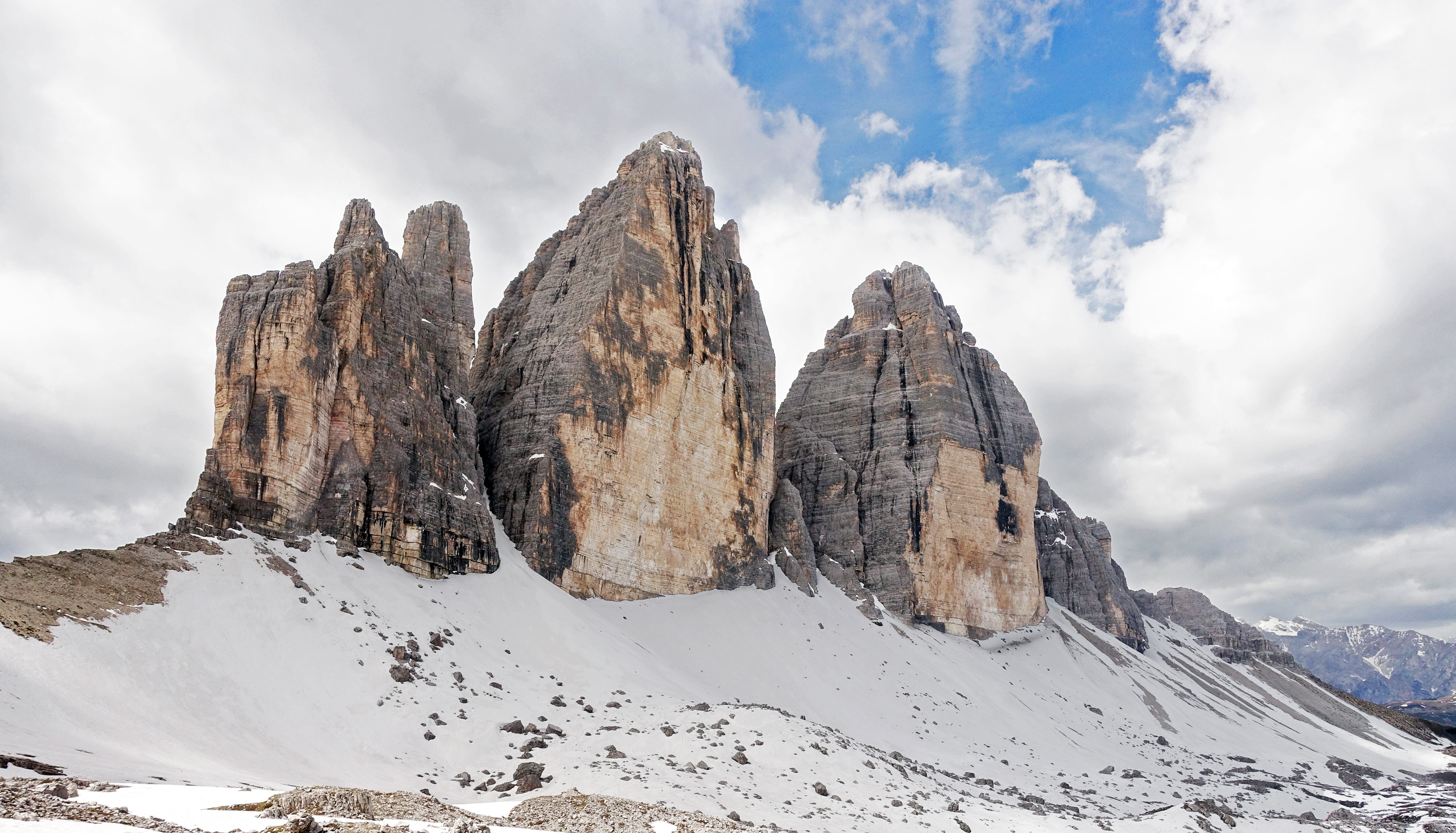
Tre Cime di Lavaredo

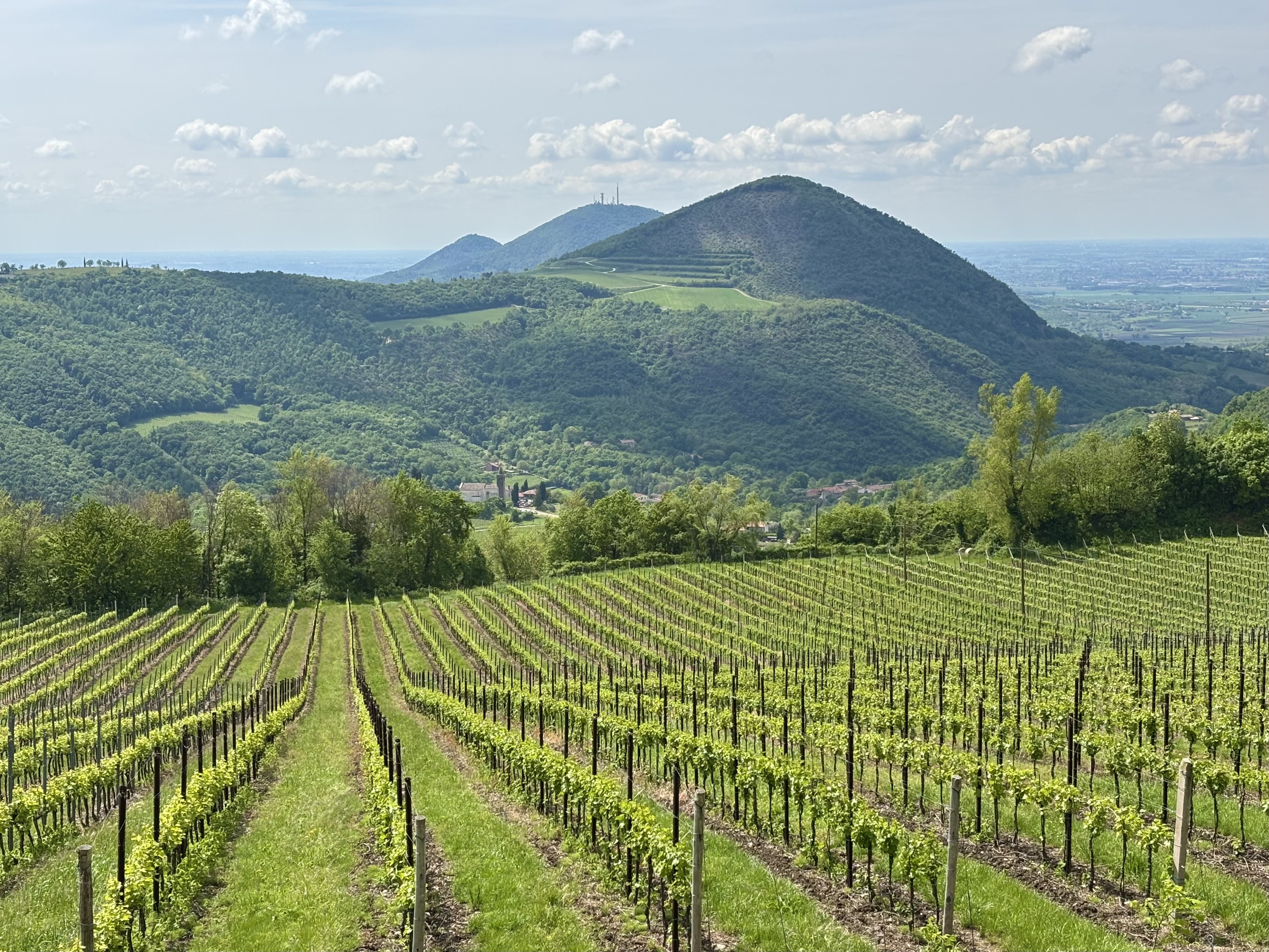
Colli Euganei

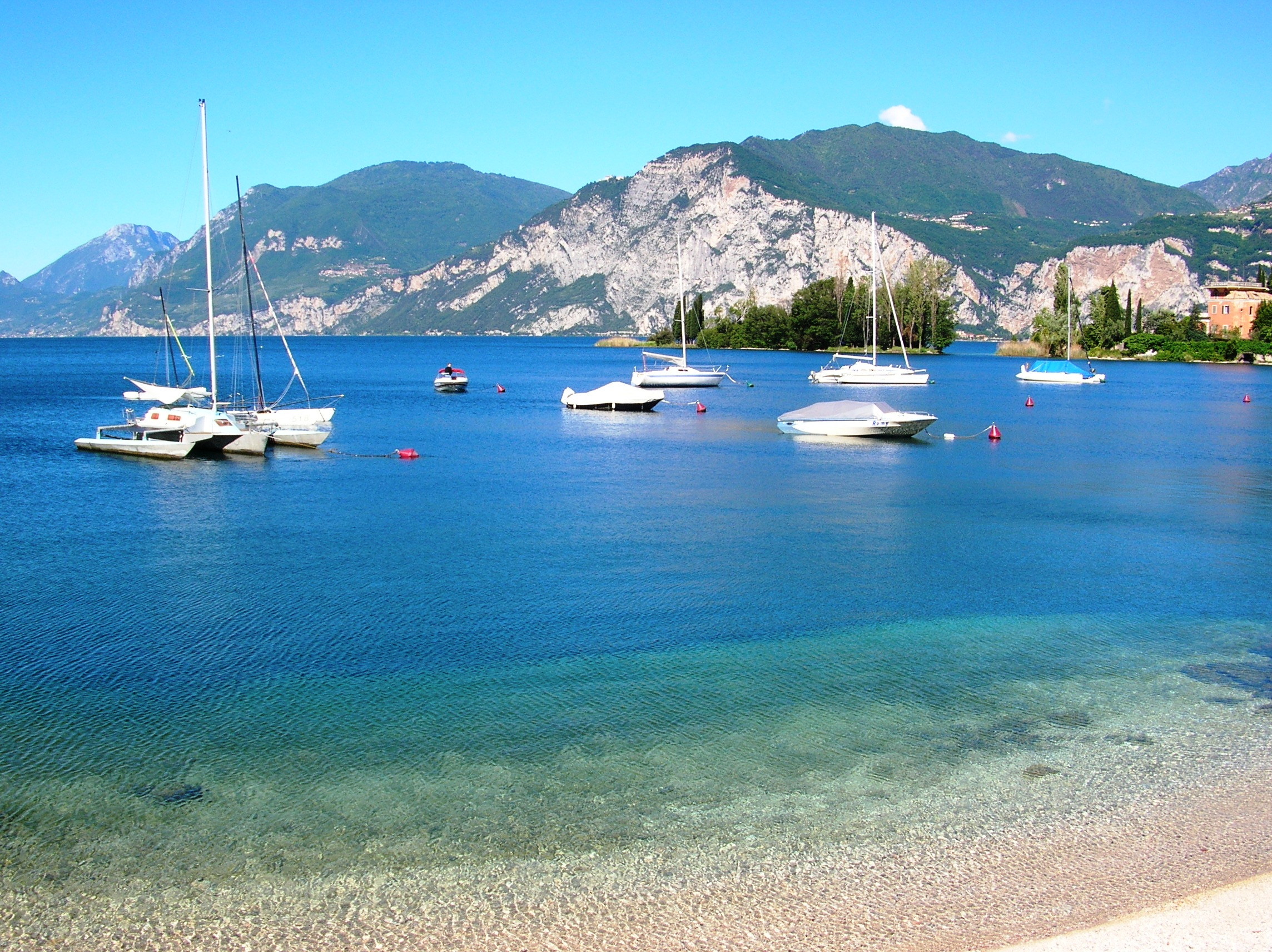
Il Garda nei pressi di Malcesine

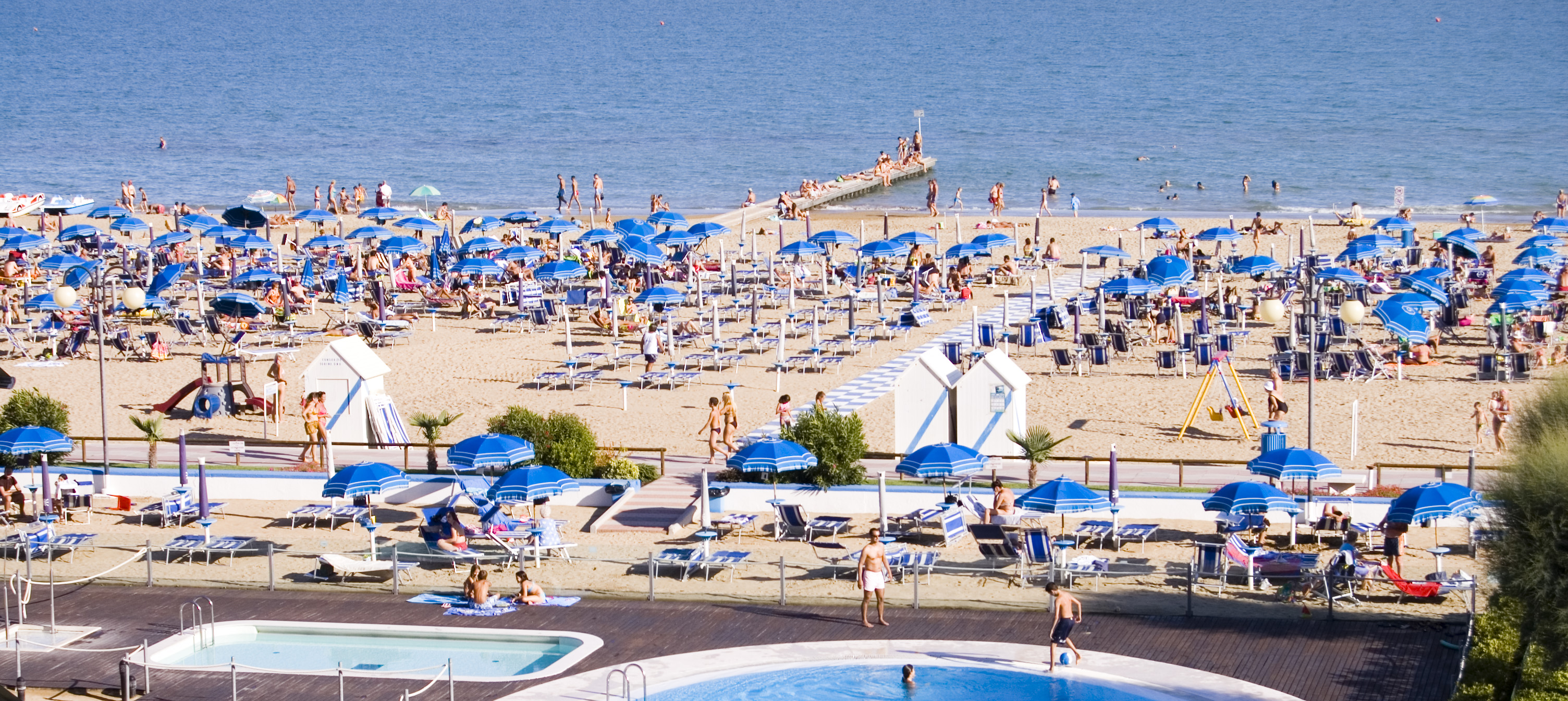
Costa veneziana (Jesolo)

La regione si estende lungo i 210 chilometri dal confine austriaco alla foce del fiume Po a sud, e lungo i 195 km che separano il Lago di Garda a est dal fiume Tagliamento ad ovest.
Spostandosi da nord a sud, il Veneto presenta la seguente morfologia
- zone montuose: 5.359 km² e 117 comuni;
- zone collinari: 2.664 km² e 120 comuni;
- zone pianeggianti: 10.375 km² e 344 comuni, principalmente concentrati nella Valle del Po.

Il 30% del territorio è montuoso: Alpi Carniche, Dolomiti orientali e le Prealpi Veneziane. Le vette più alte sono Punta Penia (3.343 m) nel complesso montuoso della Marmolada, seguita dalle Tofane (3.244 m), dalle Pale di San Martino (3.192 m) e dalle Tre Cime di Lavaredo (2.999 m). Le altitudini delle Prealpi Veneziane sono comprese fra i 700 ed i 2.200 m s.l.m., caratterizzate dalla presenza di grotte e anfratti, fra i quali si trova la Spluga della Preta situata a 2.263 nei monti Lessini in provincia di Verona, la più profonda d'Italia (esplorata fino a 985 metri); e le grotte dell'Altopiano dei Sette Comuni al confine fra la provincia di Vicenza e quella di Trento.
La Valle del Po costituisce il 57% del territorio. Essa si estende dalle montagne al Mar Adriatico, interrotta dai Monti Berici, dai Colli Euganei, Asolani e dalle pendici di Montello, che complessivamente formano il restante 14% del territorio. Si è soliti distinguere una zona di alta pianura, costituita da terreno ghiaioso e poco fertile, da una zona di bassa pianura, ricca di sorgenti d'acqua e terreno coltivabile. In quest'ultima si concentra la maggior quota della produzione agricola e della popolazione residente.
Il Veneto è attraversato dal Po, dall‘Adige e dal Piave. Possiede il bacino idrico più importante d'Italia, il Lago di Garda. E le sue coste si estendono approssimativamente per 200 km, di cui più della metà sono spiagge della costa veneziana, ricche di isolette, zone lagunari e rilievi soggetti a maree. 
Il delta del Po alterna barre a dune sabbiose lungo il litorale, mentre il suo versante interno è stato riguadagnato all'agricoltura grazie a un sistema di dighe e canali navigabili, punto di permanenza nel quale è possibile ammirare diverse specie di uccelli migratori.

## Geografia

### Alpi venete

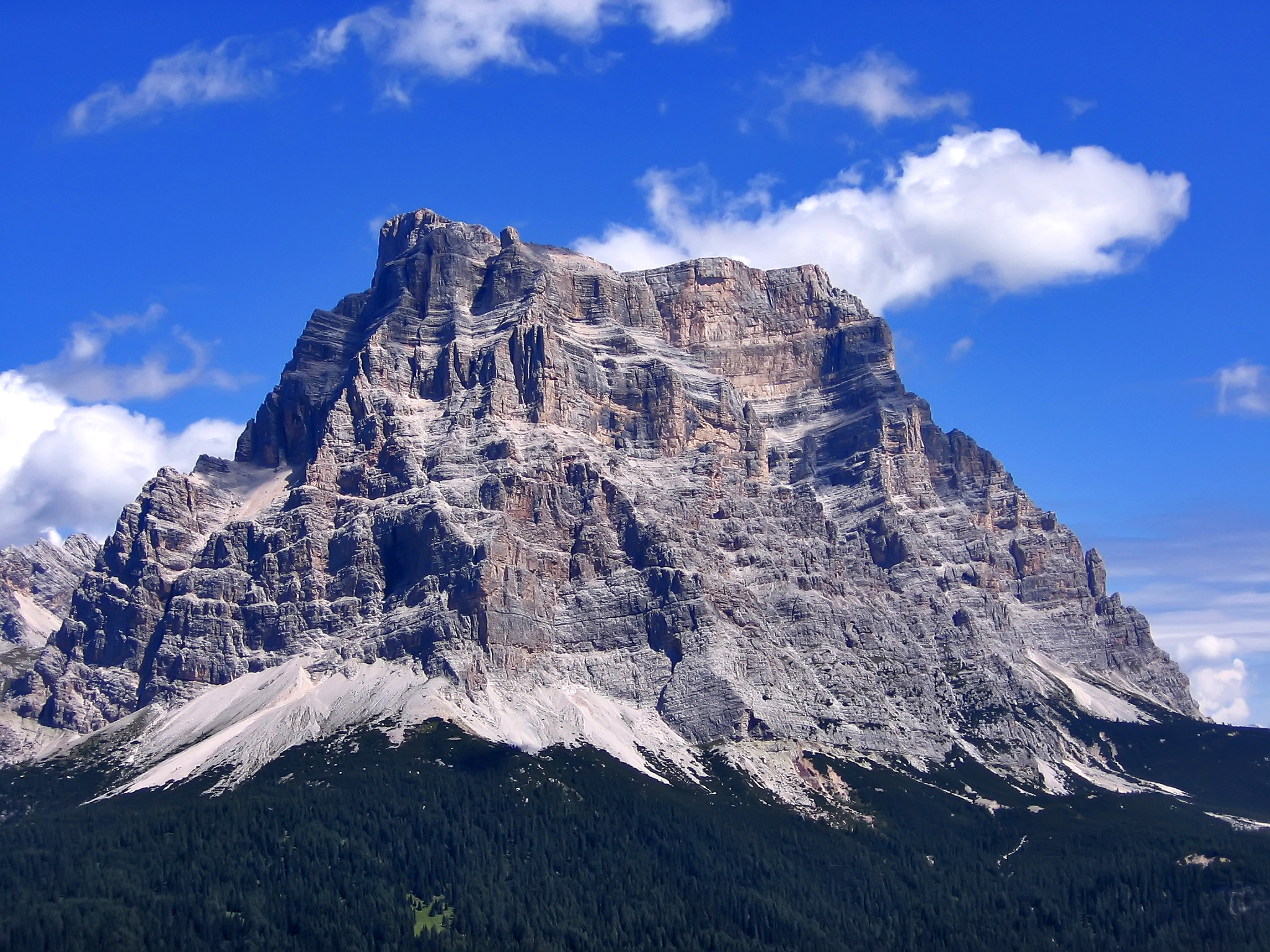
Il Monte Pelmo, massiccio dolomitico nel quale si nota la stratificazione rocciosa

La montagna veneta è rappresentata per il 70% dalle Dolomiti della Provincia di Belluno. Quest'area, di particolare valore paesaggistico e naturalistico, ma anche turistico, include note vallate e regioni quali il Cadore, il Comelico, l'Ampezzano e l'Agordino. Questi rilievi, appartenenti ai gruppi orientali e meridionali delle Dolomiti, non formano vere e proprie catene montuose, ma si presentano più spesso come massicci isolati di roccia calcareo-dolomitica. L'orogenesi alpina ha sollevato e frantumato coltri di rocce organogene (coralli, alghe, conchiglie) isolandole in banchi solitari, da cui la tipica stratificazione delle pareti.
Sovente le cime superano i 3.000 m s.l.m. e culminano con i 3.342 m della Marmolada. Altri massicci degni di nota sono le Tre Cime di Lavaredo, l'Antelao, il Pelmo, le Tofane, il Cristallo, il Sorapiss e il Civetta.

### Prealpi venete

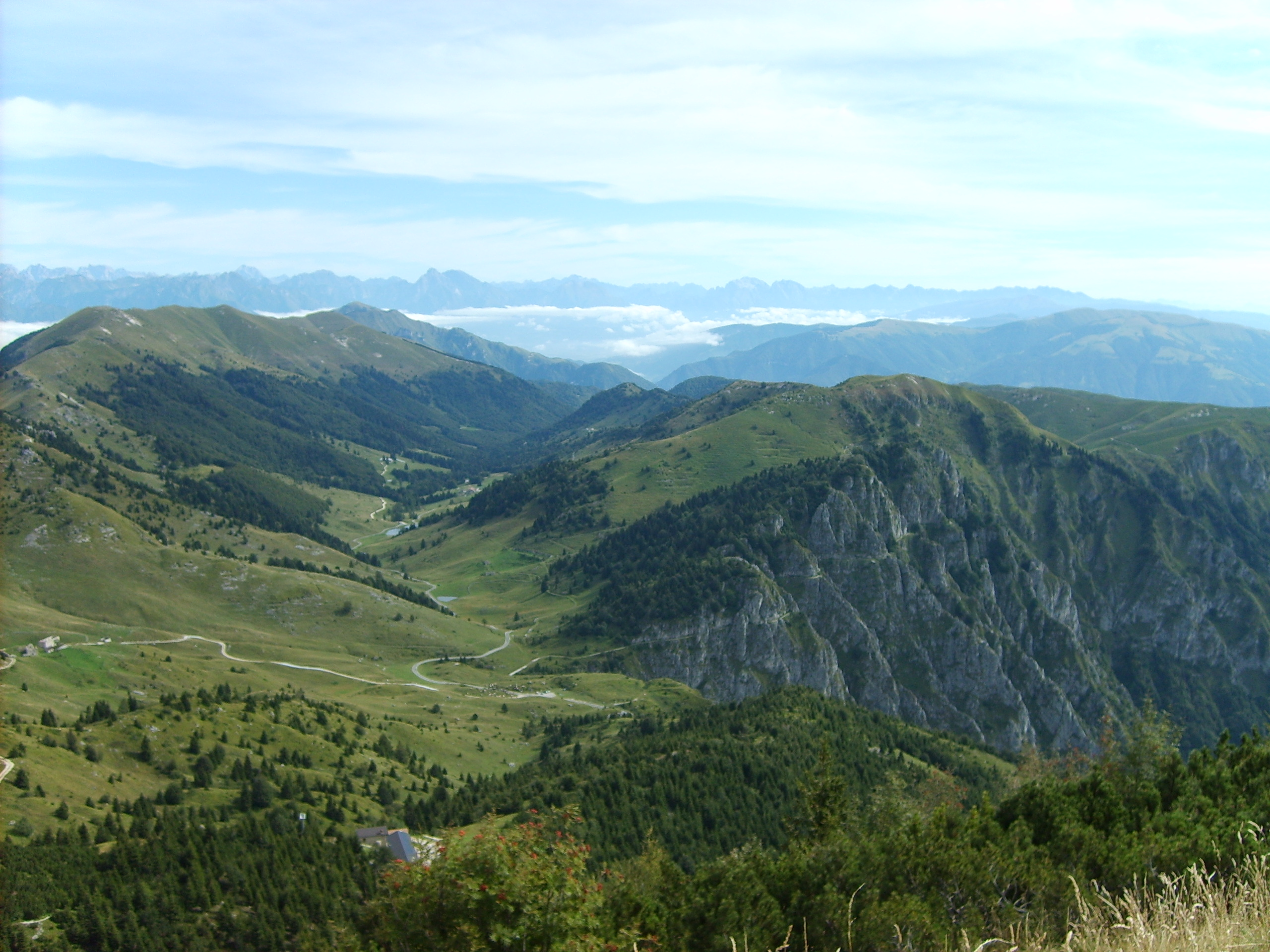
Val delle Mure vista dalla cima del Monte Grappa

Il ripiegamento ed il sollevamento di strati sedimentari marigni ha formato quella lunga catena di rilievi, dette prealpi venete, caratterizzata dall'alternarsi di massicci e vasti altopiani. La catena fa da corona alla pianura e si estende dal lago di Garda sino al confine con il Friuli-Venezia Giulia, dove è continuata dalle prealpi carniche.
Tra i massicci e le località più importanti, sono da ricordare la Lessinia, l'altopiano dei Sette Comuni, il massiccio del monte Grappa, la catena del monte Cesen, il Nevegal nella Valbelluna e infine l'altopiano del Cansiglio e l'Alpago. Le cime superano di rado i 2.000 m e raggiungono il loro massimo con il Col Nudo (2.472 m).

### Collina

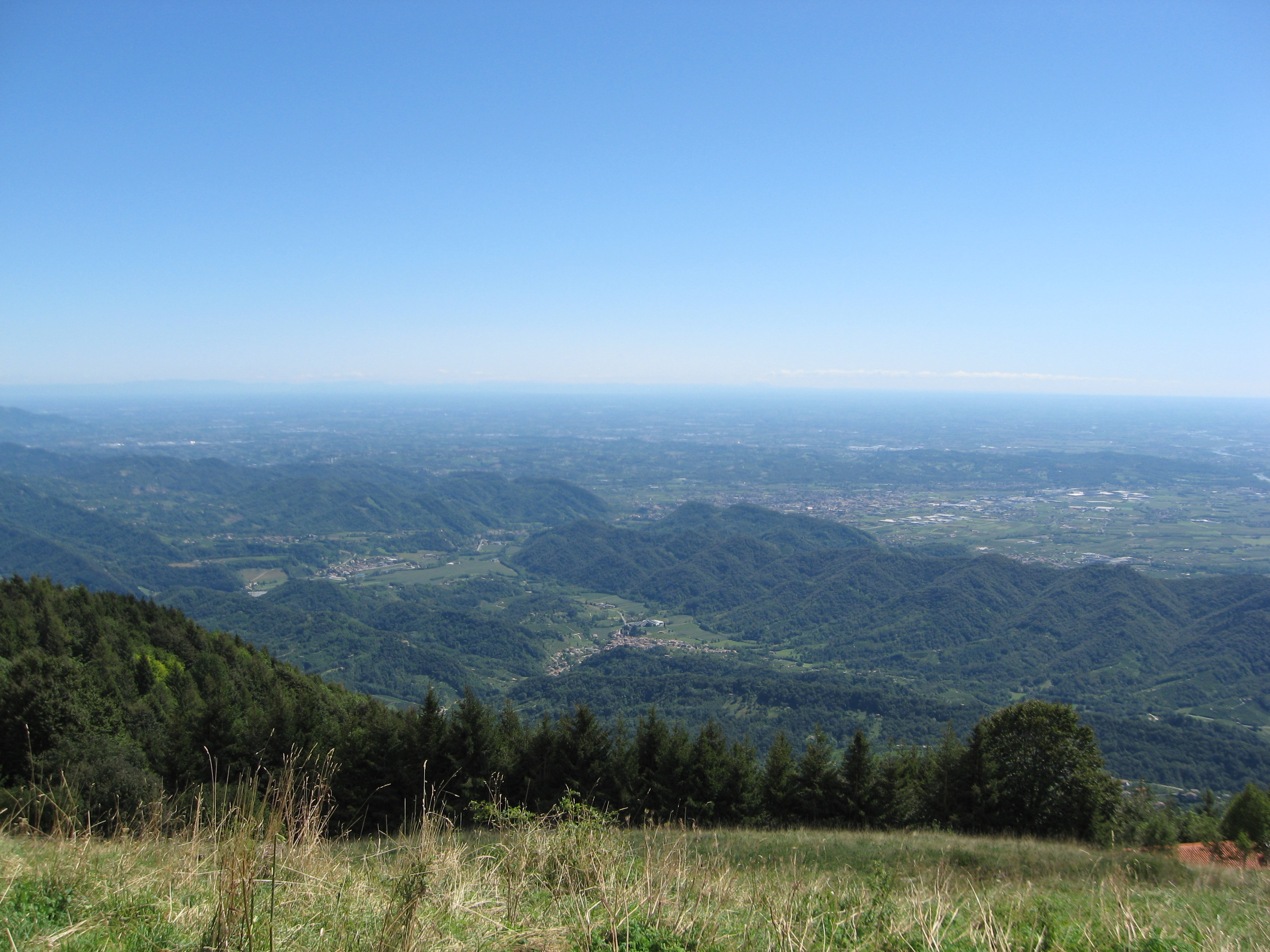
Le colline di Treviso viste dal Monte Cesen

Le colline venete appartengono principalmente alla fascia che si allunga ai piedi delle prealpi. Gran parte dei rilievi sono di origine orogenetica e possono essere considerati fenomeni periferici al sollevamento delle Alpi. Per questo motivo, si dispongono spesso in modo parallelo alle stesse prealpi. Per fare alcuni esempi, si ricordano le colline che da Bassano del Grappa proseguono fino a Vittorio Veneto, passando per Asolo e Conegliano. Interessante il caso del Montello, collina isolata a sud del Piave e comunque coinvolto nel fenomeno di orogenesi di cui si è appena parlato.
Di diversa formazione sono, invece, le colline che si trovano allo sbocco delle valli dell'Adige e del Piave, formatesi da depositi accumulati da ghiacciai quaternari (si tratta dunque di rilievi morenici).
Differente ancora è l'origine dei Colli Berici e dei Colli Euganei, gruppi isolati nel mezzo della pianura veneta. I primi, situati a sud di Vicenza, sono una continuazione della Lessinia e presentano caratteristiche simili a questa, con rocce di tipo vulcanico. I Colli Euganei, in provincia di Padova, sono di natura prettamente vulcanica, cosa comprovata anche dalla formazione conica degli stessi e dalla fitta presenza di sorgenti termali.

### Pianura veneta

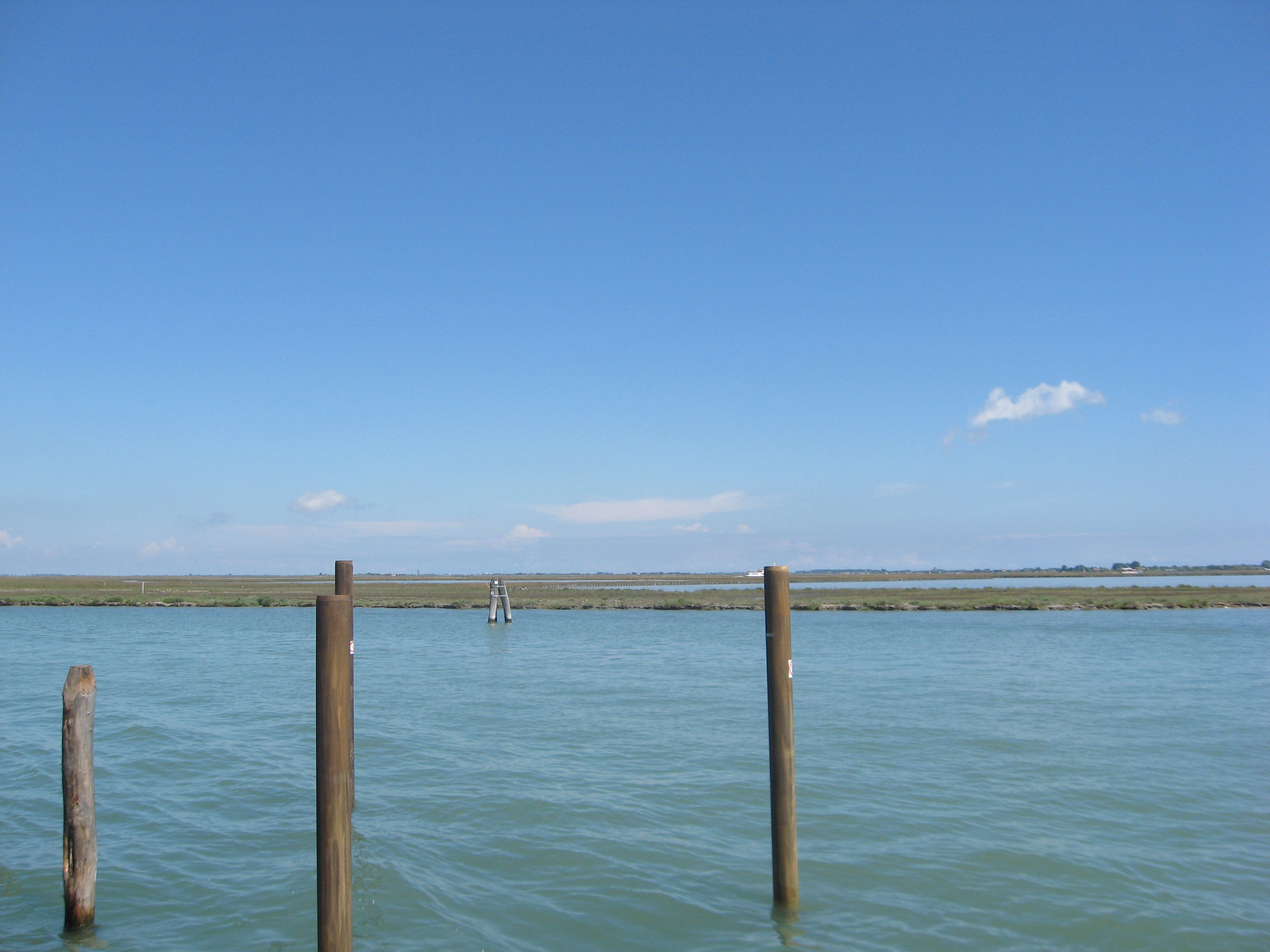
Paesaggio lagunare nei pressi di Burano (Laguna Veneta)

La pianura veneta è stata (ed è tuttora) resa tale e ingrandita grazie all'intervento di alcuni  fra i più importanti fiumi italiani: da sud a nord, si ricordano il Po, l'Adige, il (o la) Brenta, il Bacchiglione, il Sile, il (o la) Piave, il (o la) Livenza, il Lemene e il Tagliamento. Favoriscono l'agricoltura una fitta rete di canali artificiali che spesso sfruttano l'acqua proveniente dalla fascia delle risorgive che caratterizza la media provincia di Treviso.
Il Polesine, zona pianeggiante in provincia di Rovigo compresa tra il fiume Adige e Po, presenta delle caratteristiche peculiari, essendo la sua altitudine media inferiore ai 30 m. Questo ha reso necessario l'edificazione di argini per i grandi fiumi, nei quali le acque scorrono ad un livello spesso superiore a quello della pianura circostante. Tuttavia, la presenza abbondante di acqua ha reso questo tratto di pianura molto fertile.

### La fascia costiera: il delta del Po e le lagune

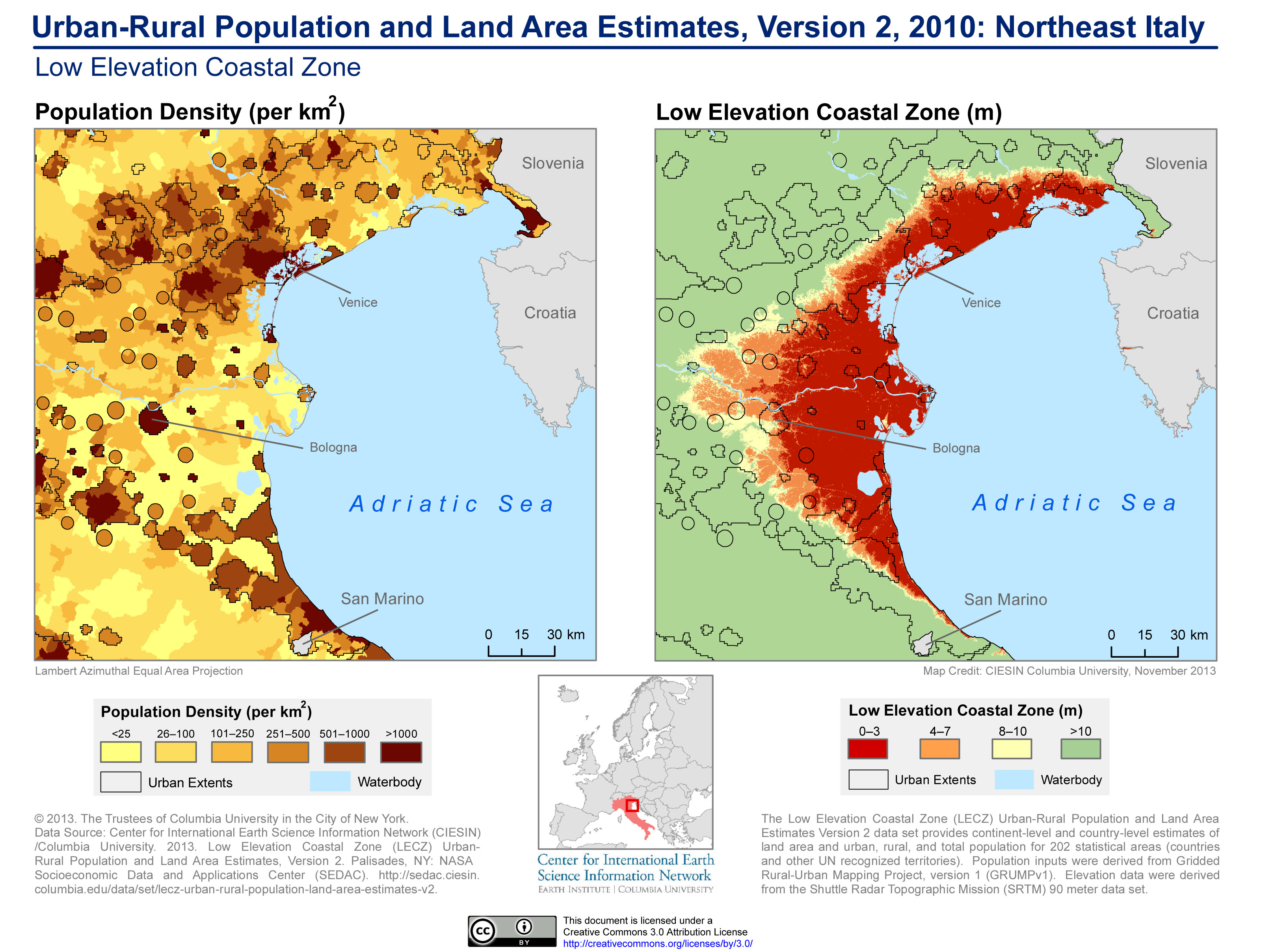
Densità di popolazione ed elevazione sul livello del mare in Veneto (2010). Il Veneto è particolarmente vulnerabile all'innalzamento del livello del mare.

Avvicinandosi al mare la pianura si confonde con alcune delle zone anfibie più interessanti ed estese d'Italia. In passato queste erano comprese in un'unica grande laguna che veniva dalla Romagna sino al Friuli. Attualmente, si distinguono in particolare il Delta del Po e la Laguna Veneta, limitata a sud dalla foce dei fiumi Brenta-Bacchiglione presso Chioggia e a nord dal fiume Sile, che scorre nell'antico alveo del Piave; più a nord si trova invece la laguna di Caorle.
Per il resto, la costa si presenta ovunque come bassa e sabbiosa, cosa che ovviamente ha favorito il turismo balneare.

## Territori
| Provincia di Belluno                              | Provincia di Vicenza                                     | Provincia di Verona                                | Provincia di Padova                                                     |
| ------------------------------------------------- | -------------------------------------------------------- | -------------------------------------------------- | ----------------------------------------------------------------------- |
| Agordino Ampezzo Alpago Cadore Cansiglio Feltrino | Altopiano dei Sette Comuni Colli Berici Piccole Dolomiti | Bassa Veronese Lessinia Valpolicella Garda - Baldo | Bassa Padovana Alta Padovana Colli Euganei Saccisica - Valle Millecampi |
| Provincia di Venezia                              | Provincia di Treviso                                     | Provincia di Rovigo                                |                                                                         |
| Veneto Orientale                                  | Quartier del Piave Montello                              | Delta del Po Polesine Transpadana Ferrarese        |                                                                         |

## Clima
Nel territorio della regione vi è una varietà di condizioni climatiche vanno dai climi molto rigidi delle zone montane, dove le temperature in inverno scendono sotto lo zero e il manto nevoso copre il suolo per alcuni mesi a zone come quelle in prossimità del Lago di Garda dove il clima ha reso possibile la coltivazione di piante mediterranee come gli ulivi.
Il clima della pianura è di natura moderatamente continentale e rispetta altre aree della pianura padana, mentre solo la costa risente della mitigazione del mar Adriatico. L'esposizione a Est della regione favorisce l'introduzione di venti (Bora e Scirocco), con la conseguenza che si hanno cambi di temperatura anche molto bruschi. Nella pianura a Est e a Sud la presenza di zone umide favorisce la formazione di nebbie invernali e di foschie estive, accentuando la percezione della temperatura. In generale, le temperature presentano nel Veneto notevoli escursioni termiche. Nelle Dolomiti, si hanno inverni molto rigidi, mentre in estate il clima è tiepido.
La piovosità decresce spostandosi a nord nelle zone montuose dolomitiche (meno di 1500 mm) e spostandosi a sud, nelle aree collinari e pianeggianti (tra 1000 e 1300 mm), toccando il valore minimo nella zona del delta (sotto i 600 mm annui)

### Fiumi e regimi di precipitazione

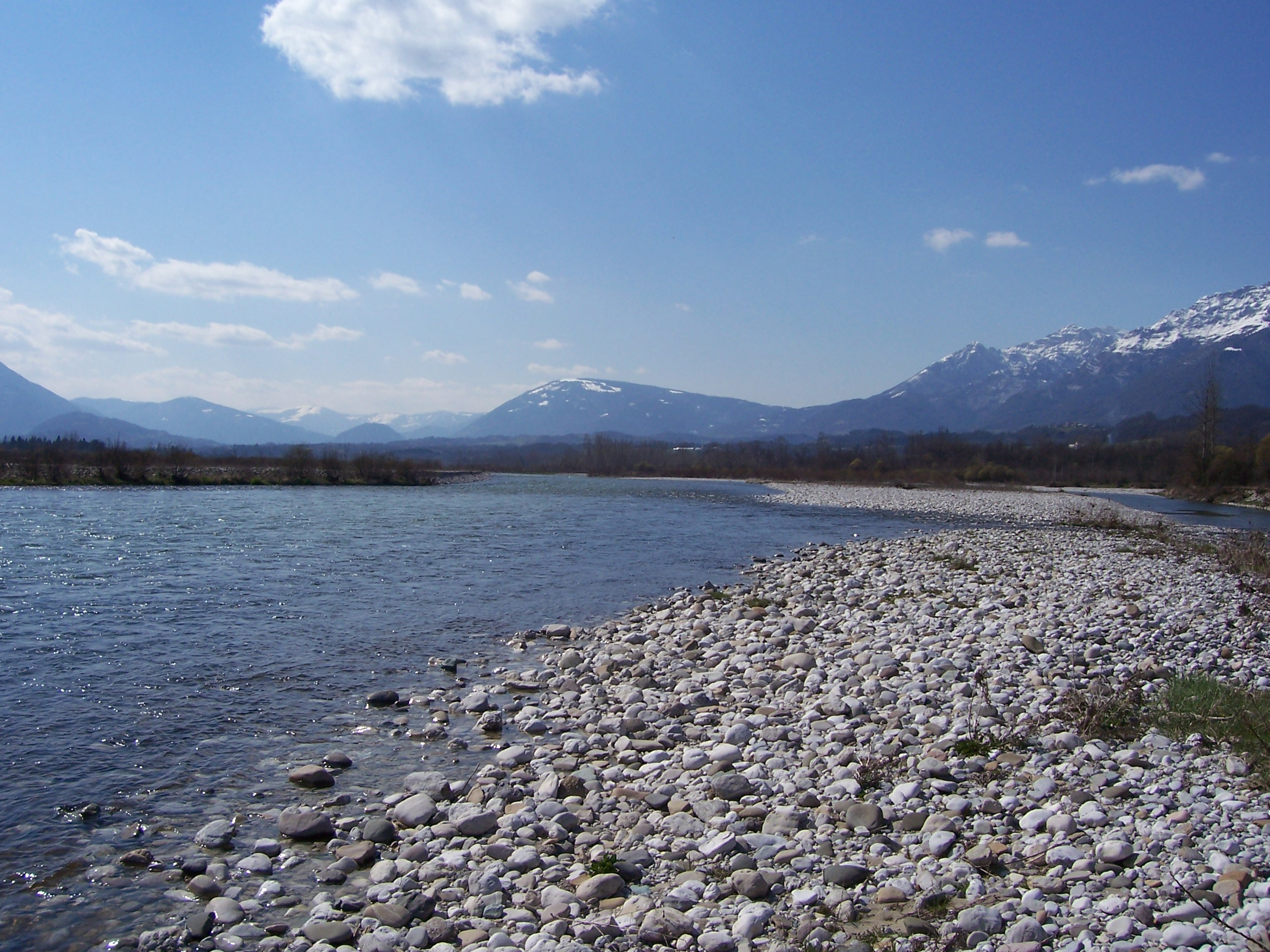
Le grave del Piave in Valbelluna

I fiumi principali del Veneto sono il Brenta, il Bacchiglione, l'Adige, il Po (che delimita il confine con l'Emilia-Romagna), il Fratta-Gorzone, il Sile, il Tagliamento, il Livenza, il Piave.
Grazie ad un elevato innevamento della zona montuosa, da dove nascono molti di questi fiumi, i loro alvei hanno una costante presenza di acqua. Per quanto riguarda il Po e l'Adige, che bagnano il Veneto nella parte terminale del loro corso, essi risentono delle caratteristiche dei fiumi dai bacini ampi e complessi, dove la presenza di ghiacciai perenni favorisce la costante abbondanza di acqua fino all'estate.
I fiumi come il Piave o il Brenta, che nascono rispettivamente nelle Alpi di Veneto e Trentino-Alto Adige, essi alternano periodi di piena a periodi di magra. Tali fiumi, dopo che hanno lasciato le valli alpine, entrando nella parte alta della pianura, formano degli ampi conoidi ghiaiosi, detti "grave", che solo nei periodi più piovosi dell'anno si riempiono d'acqua. Più a valle si formano i fontanili, dai quali, per risorgiva, hanno origine molti dei corsi d'acqua minori, dal corso breve, che caratterizzano la pianura veneta e la rendono una delle regioni agrarie più fertili d'Europa.